# Ophiogomphus mainensis
Ophiogomphus mainensis là loài chuồn chuồn trong họ Gomphidae. Loài này được Packard mô tả khoa học đầu tiên năm 1863.